# Soghomon Tehlirian
Soghomon Tehlirian (orm. Սողոմոն Թեհլիրեան; ur. 2 kwietnia 1896 w Nerkin Pakarich, zm. 23 maja 1960 w San Francisco) – ormiański rewolucjonista, zabójca Talaata Paszy – byłego wielkiego wezyra Imperium Osmańskiego.

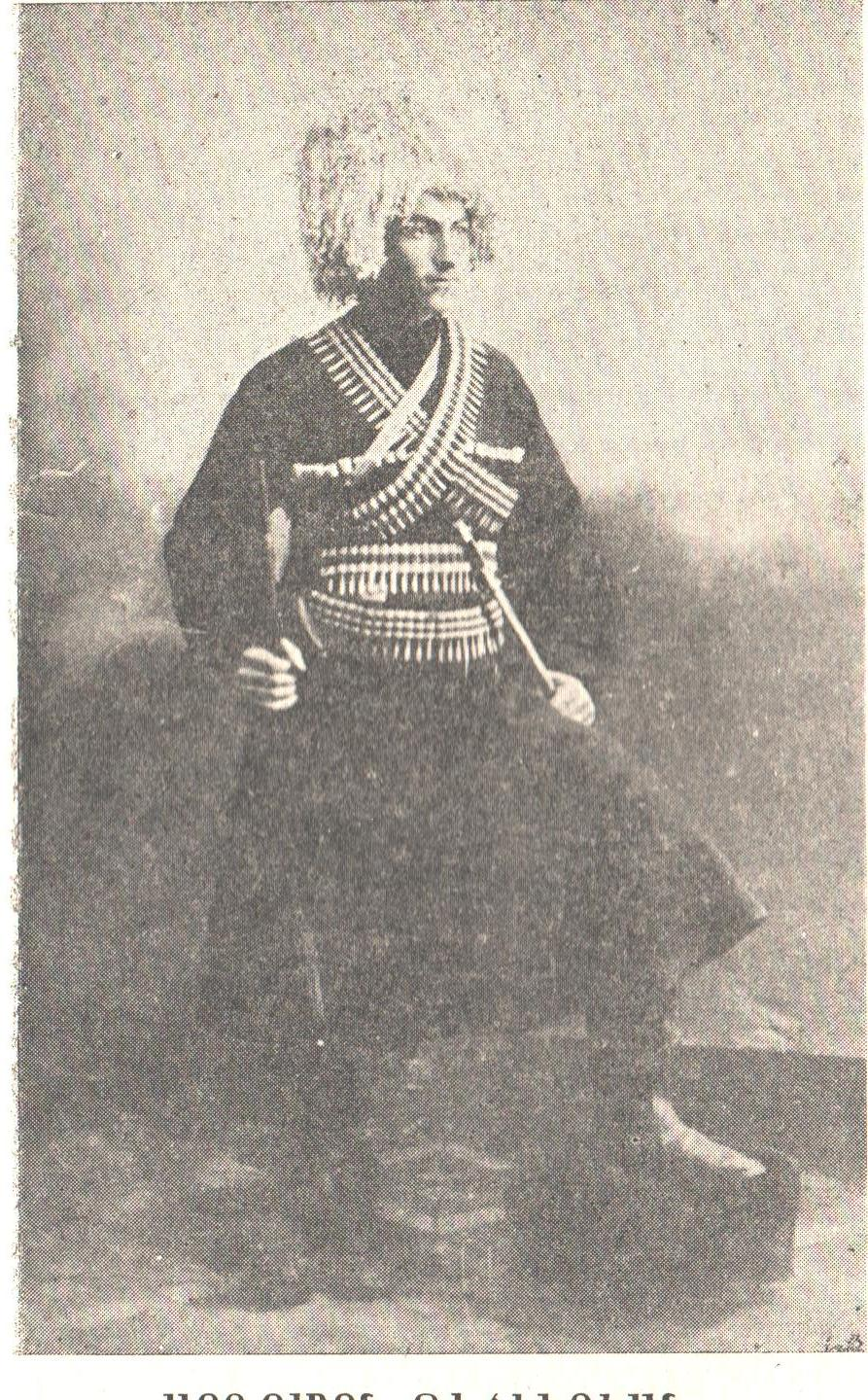
Soghomon Tehlirian jako ochotnik w służbie rosyjskiej

W czasie I wojny światowej służył w oddziałach ormiańskich, walczących po stronie rosyjskiej. Po wojnie przeprowadził się do Berlina, gdzie dokonał zamachu na Hartyuna Mkrtchiana, uznawanego przez Ormian za zdrajcę, a następnie na Talaata Paszę, mieszkającego w tym czasie w berlińskiej dzielnicy Charlottenburg. Przeprowadzony 15 marca 1921 w Berlinie zamach był częścią Operacji Nemezis, zakładającej eliminację osób odpowiedzialnych za ludobójstwo Ormian. Po dwudniowym procesie sąd niemiecki uznał, że Tehlirian dopuścił się zbrodni w afekcie i był niepoczytalny w chwili zamachu. Został uznany za niewinnego i zwolniony.
Po zwolnieniu przeprowadził się do Jugosławii, gdzie mieszkał przez trzydzieści lat i prowadził kafejkę. Po przejęciu władzy przez komunistów kafejkę upaństwowiono, a Tehlirian przeniósł się do Stanów Zjednoczonych i zamieszkał w Cleveland. Pozostawił po sobie pamiętniki.
Był żonaty (żona Anahit), miał dwóch synów.